# Lijst van vicepresidenten van de Verenigde Staten
Hieronder volgt een chronologische lijst van vicepresidenten van de Verenigde Staten van Amerika en hun presidenten.

## Vicepresidenten van de Verenigde Staten (1789–heden)
| Nr.                                       | Vicepresident                             | Vicepresident                             | Ambtstermijn                              | Partij                                        | Partij                                    | Termijn       | President              |
| ----------------------------------------- | ----------------------------------------- | ----------------------------------------- | ----------------------------------------- | --------------------------------------------- | ----------------------------------------- | ------------- | ---------------------- |
| 1                                         | John Adams                                | John Adams (1735–1826)                    | 21 april 1789 – 4 maart 1797              | Onafhankelijk                                 |                                           | 1             | George Washington      |
| 1                                         | John Adams                                | John Adams (1735–1826)                    | 21 april 1789 – 4 maart 1797              | Federalistische Partij                        |                                           | 2             | George Washington      |
| 2                                         | Thomas Jefferson                          | Thomas Jefferson (1743–1826)              | 4 maart 1797 – 4 maart 1801               | Democratisch-Republikeinse Partij             |                                           | 3             | John Adams             |
| 3                                         | Aaron Burr                                | Aaron Burr (1756–1836)                    | 4 maart 1801 – 4 maart 1805               | Democratisch-Republikeinse Partij             |                                           | 4             | Thomas Jefferson       |
| 4                                         | George Clinton                            | George Clinton (1739–1812)                | 4 maart 1805 – 20 april 1812              | Democratisch-Republikeinse Partij             |                                           | 5             | Thomas Jefferson       |
| 4                                         | George Clinton                            | George Clinton (1739–1812)                | Overleden in ambt                         | Democratisch-Republikeinse Partij             | 6                                         | James Madison |                        |
| vacant (20 april 1812)                    |                                           |                                           |                                           |                                               | 6                                         | James Madison |                        |
| 5                                         | Elbridge Gerry                            | Elbridge Gerry (1744–1814)                | 4 maart 1813 – 23 november 1814           | Democratisch-Republikeinse Partij             |                                           | James Madison | 7                      |
| 5                                         | Elbridge Gerry                            | Elbridge Gerry (1744–1814)                | Overleden in ambt                         | Democratisch-Republikeinse Partij             |                                           | James Madison | 7                      |
| vacant (23 november 1814)                 |                                           |                                           |                                           |                                               |                                           | James Madison | 7                      |
| 6                                         | Daniel D. Tompkins                        | Daniel D. Tompkins (1774–1825)            | 4 maart 1817 – 4 maart 1825               | Democratisch-Republikeinse Partij             |                                           | 8             | James Monroe           |
| 6                                         | Daniel D. Tompkins                        | Daniel D. Tompkins (1774–1825)            | 4 maart 1817 – 4 maart 1825               | Democratisch-Republikeinse Partij             | 9                                         |               | James Monroe           |
| 7                                         | John C. Calhoun                           | John C. Calhoun (1782–1850)               | 4 maart 1825 – 28 december 1832           | Democratisch-Republikeinse Partij (1825–1828) |                                           | 10            | John Quincy Adams      |
| 7                                         | John C. Calhoun                           | John C. Calhoun (1782–1850)               | 4 maart 1825 – 28 december 1832           | Democratische Partij (1828–1832)              |                                           | 11            | Andrew Jackson         |
| 7                                         | John C. Calhoun                           | John C. Calhoun (1782–1850)               | Afgetreden                                | Democratische Partij (1828–1832)              |                                           | 11            | Andrew Jackson         |
| vacant (28 december 1832)                 |                                           |                                           |                                           |                                               |                                           | 11            | Andrew Jackson         |
| 8                                         | Martin Van Buren                          | Martin Van Buren (1782–1862)              | 4 maart 1833 – 4 maart 1837               | Democratische Partij                          |                                           | 12            | Andrew Jackson         |
| 9                                         | Richard Mentor Johnson                    | Richard Mentor Johnson (1780–1850)        | 4 maart 1837 – 4 maart 1841               | Democratische Partij                          |                                           | 13            | Martin Van Buren       |
| 10                                        | John Tyler                                | John Tyler (1790–1862)                    | 4 maart 1841 – 4 april 1841               | Whigpartij                                    |                                           | 14            | William Henry Harrison |
| vacant (4 april 1841)                     | vacant (4 april 1841)                     | vacant (4 april 1841)                     | vacant (4 april 1841)                     | vacant (4 april 1841)                         | vacant (4 april 1841)                     | 14            | John Tyler             |
| 11                                        | George M. Dallas                          | George M. Dallas (1792–1864)              | 4 maart 1845 – 4 maart 1849               | Democratische Partij                          |                                           | 15            | James K. Polk          |
| 12                                        | Millard Fillmore                          | Millard Fillmore (1800–1874)              | 4 maart 1849 – 9 juli 1850                | Whigpartij                                    |                                           | 16            | Zachary Taylor         |
| vacant (9 juli 1850)                      | vacant (9 juli 1850)                      | vacant (9 juli 1850)                      | vacant (9 juli 1850)                      | vacant (9 juli 1850)                          | vacant (9 juli 1850)                      | 16            | Millard Fillmore       |
| 13                                        | William R. King                           | William R. King (1786–1853)               | 4 maart 1853 – 18 april 1853              | Democratische Partij                          |                                           | 17            | Franklin Pierce        |
| 13                                        | William R. King                           | William R. King (1786–1853)               | Overleden in ambt                         | Democratische Partij                          |                                           | 17            | Franklin Pierce        |
| vacant (18 april 1853)                    |                                           |                                           |                                           |                                               |                                           | 17            | Franklin Pierce        |
| 14                                        | John C. Breckinridge                      | John C. Breckinridge (1821–1875)          | 4 maart 1857 – 4 maart 1861               | Democratische Partij                          |                                           | 18            | James Buchanan         |
| 15                                        | Hannibal Hamlin                           | Hannibal Hamlin (1809–1891)               | 4 maart 1861 – 4 maart 1865               | Republikeinse Partij                          |                                           | 19            | Abraham Lincoln        |
| 16                                        | Andrew Johnson                            | Andrew Johnson (1808–1875)                | 4 maart 1865 – 15 april 1865              | Nationale Uniepartij                          |                                           | 20            | Abraham Lincoln        |
| vacant (15 april 1865)                    | vacant (15 april 1865)                    | vacant (15 april 1865)                    | vacant (15 april 1865)                    | vacant (15 april 1865)                        | vacant (15 april 1865)                    | 20            | Andrew Johnson         |
| 17                                        | Schuyler Colfax                           | Schuyler Colfax (1823–1885)               | 4 maart 1869 – 4 maart 1873               | Republikeinse Partij                          |                                           | 21            | Ulysses S. Grant       |
| 18                                        | Henry Wilson                              | Henry Wilson (1812–1875)                  | 4 maart 1873 – 22 november 1875           | Republikeinse Partij                          |                                           | 22            | Ulysses S. Grant       |
| 18                                        | Henry Wilson                              | Henry Wilson (1812–1875)                  | Overleden in ambt                         | Republikeinse Partij                          |                                           | 22            | Ulysses S. Grant       |
| vacant (22 november 1875)                 |                                           |                                           |                                           |                                               |                                           | 22            | Ulysses S. Grant       |
| 19                                        | William A. Wheeler                        | William A. Wheeler (1819–1887)            | 4 maart 1877 – 4 maart 1881               | Republikeinse Partij                          |                                           | 23            | Rutherford B. Hayes    |
| 20                                        | Chester A. Arthur                         | Chester A. Arthur (1829–1886)             | 4 maart 1881 – 19 september 1881          | Republikeinse Partij                          |                                           | 24            | James A. Garfield      |
| vacant (19 september 1881)                | vacant (19 september 1881)                | vacant (19 september 1881)                | vacant (19 september 1881)                | vacant (19 september 1881)                    | vacant (19 september 1881)                | 24            | Chester A. Arthur      |
| 21                                        | Thomas A. Hendricks                       | Thomas A. Hendricks (1819–1885)           | 4 maart 1885 – 25 november 1885           | Democratische Partij                          |                                           | 25            | Grover Cleveland       |
| 21                                        | Thomas A. Hendricks                       | Thomas A. Hendricks (1819–1885)           | Overleden in ambt                         | Democratische Partij                          |                                           | 25            | Grover Cleveland       |
| vacant (25 november 1885)                 |                                           |                                           |                                           |                                               |                                           | 25            | Grover Cleveland       |
| 22                                        | Levi P. Morton                            | Levi P. Morton (1824–1920)                | 4 maart 1889 – 4 maart 1893               | Republikeinse Partij                          |                                           | 26            | Benjamin Harrison      |
| 23                                        | Adlai Stevenson I                         | Adlai Stevenson I (1835–1914)             | 4 maart 1893 – 4 maart 1897               | Democratische Partij                          |                                           | 27            | Grover Cleveland       |
| 24                                        | Garret Hobart                             | Garret Hobart (1844–1899)                 | 4 maart 1897 – 21 november 1899           | Republikeinse Partij                          |                                           | 28            | William McKinley       |
| 24                                        | Garret Hobart                             | Garret Hobart (1844–1899)                 | Overleden in ambt                         | Republikeinse Partij                          |                                           | 28            | William McKinley       |
| vacant (21 november 1899)                 |                                           |                                           |                                           |                                               |                                           | 28            | William McKinley       |
| 25                                        | Theodore Roosevelt                        | Theodore Roosevelt (1858–1919)            | 4 maart 1901 – 14 september 1901          | Republikeinse Partij                          |                                           | 29            | William McKinley       |
| vacant (14 september 1901)                | vacant (14 september 1901)                | vacant (14 september 1901)                | vacant (14 september 1901)                | vacant (14 september 1901)                    | vacant (14 september 1901)                | 29            | Theodore Roosevelt     |
| 26                                        | Charles W. Fairbanks                      | Charles W. Fairbanks (1852–1918)          | 4 maart 1905 – 4 maart 1909               | Republikeinse Partij                          |                                           | 30            | Theodore Roosevelt     |
| 27                                        | James S. Sherman                          | James S. Sherman (1855–1912)              | 4 maart 1909 – 30 oktober 1912            | Republikeinse Partij                          |                                           | 31            | William Howard Taft    |
| 27                                        | James S. Sherman                          | James S. Sherman (1855–1912)              | Overleden in ambt                         | Republikeinse Partij                          |                                           | 31            | William Howard Taft    |
| vacant (30 oktober 1912)                  |                                           |                                           |                                           |                                               |                                           | 31            | William Howard Taft    |
| 28                                        | Thomas R. Marshall                        | Thomas R. Marshall (1854–1925)            | 4 maart 1913 – 4 maart 1921               | Democratische Partij                          |                                           | 32            | Woodrow Wilson         |
| 28                                        | Thomas R. Marshall                        | Thomas R. Marshall (1854–1925)            | 4 maart 1913 – 4 maart 1921               | Democratische Partij                          | 33                                        |               | Woodrow Wilson         |
| 29                                        | Calvin Coolidge                           | Calvin Coolidge (1872–1933)               | 4 maart 1921 – 2 augustus 1923            | Republikeinse Partij                          |                                           | 34            | Warren G. Harding      |
| vacant (2 augustus 1923)                  | vacant (2 augustus 1923)                  | vacant (2 augustus 1923)                  | vacant (2 augustus 1923)                  | vacant (2 augustus 1923)                      | vacant (2 augustus 1923)                  | 34            | Calvin Coolidge        |
| 30                                        | Charles G. Dawes                          | Charles G. Dawes (1865–1951)              | 4 maart 1925 – 4 maart 1929               | Republikeinse Partij                          |                                           | 35            | Calvin Coolidge        |
| 31                                        | Charles Curtis                            | Charles Curtis (1860–1936)                | 4 maart 1929 – 4 maart 1933               | Republikeinse Partij                          |                                           | 36            | Herbert Hoover         |
| 32                                        | John Nance Garner                         | John Nance Garner (1868–1967)             | 4 maart 1933 – 20 januari 1941            | Democratische Partij                          |                                           | 37            | Franklin D. Roosevelt  |
| 32                                        | John Nance Garner                         | John Nance Garner (1868–1967)             | 4 maart 1933 – 20 januari 1941            | Democratische Partij                          | 38                                        |               | Franklin D. Roosevelt  |
| 33                                        | Henry A. Wallace                          | Henry A. Wallace (1888–1965)              | 20 januari 1941 – 20 januari 1945         | Democratische Partij                          |                                           | 39            | Franklin D. Roosevelt  |
| 34                                        | Harry S. Truman                           | Harry S. Truman (1884–1972)               | 20 januari 1945 – 12 april 1945           | Democratische Partij                          |                                           | 40            | Franklin D. Roosevelt  |
| vacant (12 april 1945)                    | vacant (12 april 1945)                    | vacant (12 april 1945)                    | vacant (12 april 1945)                    | vacant (12 april 1945)                        | vacant (12 april 1945)                    | 40            | Harry S. Truman        |
| 35                                        | Alben W. Barkley                          | Alben W. Barkley (1877–1956)              | 20 januari 1949 – 20 januari 1953         | Democratische Partij                          |                                           | 41            | Harry S. Truman        |
| 36                                        | Richard Nixon                             | Richard Nixon (1913–1994)                 | 20 januari 1953 – 20 januari 1961         | Republikeinse Partij                          |                                           | 42            | Dwight D. Eisenhower   |
| 36                                        | Richard Nixon                             | Richard Nixon (1913–1994)                 | 20 januari 1953 – 20 januari 1961         | Republikeinse Partij                          | 43                                        |               | Dwight D. Eisenhower   |
| 37                                        | Lyndon B. Johnson                         | Lyndon B. Johnson (1908–1973)             | 20 januari 1961 – 22 november 1963        | Democratische Partij                          |                                           | 44            | John F. Kennedy        |
| vacant (22 november 1963)                 | vacant (22 november 1963)                 | vacant (22 november 1963)                 | vacant (22 november 1963)                 | vacant (22 november 1963)                     | vacant (22 november 1963)                 | 44            | Lyndon B. Johnson      |
| 38                                        | Hubert Humphrey                           | Hubert Humphrey (1911–1978)               | 20 januari 1965 – 20 januari 1969         | Democratische Partij                          |                                           | 45            | Lyndon B. Johnson      |
| 39                                        | Spiro Agnew                               | Spiro Agnew (1918–1996)                   | 20 januari 1969 – 10 oktober 1973         | Republikeinse Partij                          |                                           | 46            | Richard Nixon          |
| 39                                        | Spiro Agnew                               | Spiro Agnew (1918–1996)                   | 20 januari 1969 – 10 oktober 1973         | Republikeinse Partij                          | 47                                        |               | Richard Nixon          |
| 39                                        | Spiro Agnew                               | Spiro Agnew (1918–1996)                   | Afgetreden                                | Republikeinse Partij                          |                                           |               | Richard Nixon          |
| vacant (10 oktober 1973-6 december 1973)  |                                           |                                           |                                           |                                               |                                           |               | Richard Nixon          |
| 40                                        | Gerald Ford                               | Gerald Ford (1913–2006)                   | 6 december 1973 – 9 augustus 1974         | Republikeinse Partij                          |                                           |               | Richard Nixon          |
| vacant (9 augustus 1974-19 december 1974) | vacant (9 augustus 1974-19 december 1974) | vacant (9 augustus 1974-19 december 1974) | vacant (9 augustus 1974-19 december 1974) | vacant (9 augustus 1974-19 december 1974)     | vacant (9 augustus 1974-19 december 1974) | Gerald Ford   |                        |
| 41                                        | Nelson Rockefeller                        | Nelson Rockefeller (1908–1979)            | 19 december 1974 – 20 januari 1977        | Republikeinse Partij                          |                                           | Gerald Ford   |                        |
| 42                                        | Walter Mondale                            | Walter Mondale (1928–2021)                | 20 januari 1977 – 20 januari 1981         | Democratische Partij                          |                                           | 48            | Jimmy Carter           |
| 43                                        | George H.W. Bush                          | George H.W. Bush (1924–2018)              | 20 januari 1981 – 20 januari 1989         | Republikeinse Partij                          |                                           | 49            | Ronald Reagan          |
| 43                                        | George H.W. Bush                          | George H.W. Bush (1924–2018)              | 20 januari 1981 – 20 januari 1989         | Republikeinse Partij                          | 50                                        |               | Ronald Reagan          |
| 44                                        | Dan Quayle                                | Dan Quayle (1947)                         | 20 januari 1989 – 20 januari 1993         | Republikeinse Partij                          |                                           | 51            | George H.W. Bush       |
| 45                                        | Al Gore                                   | Al Gore (1948)                            | 20 januari 1993 – 20 januari 2001         | Democratische Partij                          |                                           | 52            | Bill Clinton           |
| 45                                        | Al Gore                                   | Al Gore (1948)                            | 20 januari 1993 – 20 januari 2001         | Democratische Partij                          | 53                                        |               | Bill Clinton           |
| 46                                        | Dick Cheney                               | Dick Cheney (1941)                        | 20 januari 2001 – 20 januari 2009         | Republikeinse Partij                          |                                           | 54            | George W. Bush         |
| 46                                        | Dick Cheney                               | Dick Cheney (1941)                        | 20 januari 2001 – 20 januari 2009         | Republikeinse Partij                          | 55                                        |               | George W. Bush         |
| 47                                        | Joe Biden                                 | Joe Biden (1942)                          | 20 januari 2009 – 20 januari 2017         | Democratische Partij                          |                                           | 56            | Barack Obama           |
| 47                                        | Joe Biden                                 | Joe Biden (1942)                          | 20 januari 2009 – 20 januari 2017         | Democratische Partij                          | 57                                        |               | Barack Obama           |
| 48                                        | Mike Pence                                | Mike Pence (1959)                         | 20 januari 2017 – 20 januari 2021         | Republikeinse Partij                          |                                           | 58            | Donald Trump           |
| 49                                        | Kamala Harris                             | Kamala Harris (1964)                      | 20 januari 2021 – 20 januari 2025         | Democratische Partij                          |                                           | 59            | Joe Biden              |
| 50                                        |                                           | J.D. Vance (1984)                         | 20 januari 2025 – heden                   | Republikeinse Partij                          |                                           | 60            | Donald Trump           |

## Geen vicepresident
Persoon die soms onterecht als vicepresident van de Verenigde Staten wordt aangemerkt:
- Alexander Hamilton Stephens (1861–1865), de enige vicepresident van de Geconfedereerde Staten van Amerika gedurende de Amerikaanse Burgeroorlog.

## Statistieken en wetenswaardigheden

### Vicepresidenten per partij
Het aantal vicepresidenten dat elke partij leverde:
|    | Partij                            | Aantal vicepresidenten |
| -- | --------------------------------- | ---------------------- |
| 1. | Republikeinse Partij              | 21                     |
| 2. | Democratische Partij              | 18                     |
| 3. | Democratisch-Republikeinse Partij | 6                      |
| 4. | Whigpartij                        | 2                      |
| 5. | Nationale Uniepartij              | 1                      |
| 5. | Onafhankelijk                     | 1                      |
| 5. | Federalistische Partij            | 1                      |

### Leeftijden van vicepresidenten
De jongste vicepresidenten
bij het begin van de ambtstermijn:
|    | Vicepresident               | Leeftijd |
| -- | --------------------------- | -------- |
| 1. | John Cabell Breckinridge    | 36       |
| 2. | James David Vance           | 40       |
| 2. | Richard Milhous Nixon       | 40       |
| 3. | James Danforth (Dan) Quayle | 41       |
| 4. | Theodore Roosevelt          | 42       |
| 4. | Daniel Decius Tompkins      | 42       |
| 4. | John Caldwell Calhoun       | 42       |

De oudste vicepresidenten
bij het einde van de ambtstermijn:
|    | Vicepresident                | Leeftijd |
| -- | ---------------------------- | -------- |
| 1. | Alben William Barkley        | 75       |
| 2. | Joseph Robinette (Joe) Biden | 74       |
| 3. | Charles Curtis               | 73       |
| 4. | George Clinton               | 72       |
| 4. | John Nance Garner            | 72       |

De volgende oud-vicepresidenten van de Verenigde Staten zijn anno 2025 nog in leven (op volgorde van vicepresidentschap):
- James Danforth (Dan) Quayle – 78 jaar
- Albert Arnold (Al) Gore – 77 jaar
- Richard Bruce (Dick) Cheney – 84 jaar
- Joseph Robinette (Joe) Biden – 82 jaar
- Michael Richard (Mike) Pence – 66 jaar

### Tijdens vicepresidentschap overleden
Zeven vicepresidenten zijn tijdens hun regeringsperiode overleden:
- George Clinton (1812)
- Elbridge Thomas Gerry (1814)
- William Rufus DeVane King (1853)
- Henry Wilson (1875)
- Thomas Andrew Hendricks (1885)
- Garret Augustus Hobart (1899)
- James Schoolcraft Sherman (1912)

### Afgetreden vicepresidenten
- John Caldwell Calhoun – trad in 1832 af om senator te worden na zijn moeilijke relatie tussen hem en president Andrew Jackson.
- Spiro Theodore Agnew – trad in 1973 af wegens een omkoopschandaal.

### Vicepresidenten die president werden
Negen vicepresidenten werden zelf president omdat de zittende president werd afgezet, aftrad of overleed:
1. John Tyler – volgde William Henry Harrison op na diens overlijden in 1841, maar werd zelf nooit gekozen tot president; hij trok zich voortijdig terug uit de verkiezingen van 1844.
2. Millard Fillmore – volgde Zachary Taylor op na diens overlijden in 1850, maar werd zelf nooit gekozen tot president; hij was niet genomineerd als presidentskandidaat voor de Whig Party in de verkiezingen van 1852, en verloor in de verkiezingen van 1856 als kandidaat voor de American Party.
3. Andrew Johnson – volgde Abraham Lincoln op na diens overlijden in 1865, maar werd zelf nooit gekozen tot president; hij was niet genomineerd als presidentskandidaat voor de Democratische Partij in de verkiezingen van 1868.
4. Chester Alan Arthur – volgde James Garfield op na diens overlijden in 1881, maar werd zelf nooit gekozen tot president; hij was niet genomineerd als presidentskandidaat voor de Republikeinse Partij in de verkiezingen van 1884.
5. Theodore Roosevelt – volgde William McKinley op na diens overlijden in 1901, en won aansluitend de verkiezingen van 1904.
6. John Calvin Coolidge – volgde Warren Harding op na diens overlijden in 1923, en won aansluitend de verkiezingen van 1924.
7. Harry S. Truman – volgde Franklin Delano Roosevelt op na diens overlijden in 1945, en won aansluitend de verkiezingen van 1948.
8. Lyndon Baines Johnson – volgde John F. Kennedy op na diens overlijden in 1963, en won aansluitend de verkiezingen van 1964.
9. Gerald Rudolph Ford – volgde Richard Nixon op na diens aftreden in 1974, maar werd zelf nooit gekozen tot president; hij verloor van Jimmy Carter in de verkiezingen van 1976. Het vicepresidentschap van Ford was evenmin het resultaat van reguliere verkiezingen; hij werd in 1973, na het aftreden van Spiro Agnew, op verzoek van Nixon door het Amerikaans Congres aangesteld.

Daarnaast werden nog zes vicepresidenten na verkiezingen president:
1. John Adams – was vicepresident onder George Washington, en volgde hem op als president na de verkiezingen van 1796.
2. Thomas Jefferson – was vicepresident onder John Adams, en volgde hem op als president na de verkiezingen van 1800.
3. Martin Van Buren – was vicepresident onder Andrew Jackson, en volgde hem op als president na de verkiezingen van 1836.
4. Richard Milhous Nixon – was vicepresident onder Dwight D. Eisenhower, maar verloor van John F. Kennedy in de verkiezingen van 1960. Acht jaar later versloeg Nixon zittend vicepresident Hubert Humphrey in de verkiezingen van 1968.
5. George Herbert Walker Bush – was vicepresident onder Ronald Reagan, en volgde hem op als president na de verkiezingen van 1988.
6. Joseph Robinette (Joe) Biden – was vicepresident onder Barack Obama. Biden was aansluitend geen kandidaat in de verkiezingen van 2016, maar versloeg vier jaar later zittend president Donald Trump in de verkiezingen van 2020.